# Shota Otsuka
Shota Otsuka (大塚 翔太 Otsuka Shota?), född 15 maj 1987 i Kumamoto prefektur, är en japansk före detta fotbollsspelare.
Otsuka började sin karriär 2010 i Mito HollyHock. Han spelade 15 ligamatcher för klubben. Han avslutade karriären 2011.